# Serge Van Overtveldt
Serge Van Overtveldt, né le 27 juillet 1959 à Ixelles est un homme politique belge wallon, membre du MR.
Il est administrateur de sociétés.

## Fonctions politiques
- Député fédéral 
  - du 19 octobre 2000 au 18 mai 2003
  - du 26 juin 2003 au 18 juillet 2004 en remplacement de Charles Michel.
- Premier échevin de Waterloo.
- Bourgmestre ff. de Waterloo.